# Gambrinus liga 2013/14
De Gambrinus liga 2013/14 was het eenentwintigste seizoen van het Tsjechisch nationaal voetbalkampioenschap. Het startte op 19 juli 2013 en eindigde op 31 mei 2014. AC Sparta Praag werd voor de drieëndertigste keer landskampioen. Dit gebeurde met een record aantal punten, 79 van de maximaal haalbare 90 punten. Daarnaast werden alle thuiswedstrijden dit seizoen door de club uit Praag gewonnen. SK Sigma Olomouc degradeerde voor het eerst sinds de oprichting van de Gambrinus liga in 1993.

## Clubs
| Club                 | Stad               | Stadion                                     | Afbeelding | Opening | Capaciteit |
| -------------------- | ------------------ | ------------------------------------------- | ---------- | ------- | ---------- |
| FC Baník Ostrava     | Ostrava            | Bazaly                                      |            | 1959    | 17.372     |
| FK Baumit Jablonec   | Jablonec nad Nisou | Chance Arena                                |            | 1955    | 6280       |
| Bohemians 1905 Praag | Vršovice, Praag    | Ďolíček                                     |            | 1932    | 5000       |
| FK Dukla Praag       | Dejvice, Praag     | Na Julisce                                  |            | 1960    | 4560       |
| FK Mladá Boleslav    | Mladá Boleslav     | Městský stadion Mladá Boleslav              |            | 2005    | 5000       |
| 1. FK Příbram        | Příbram            | Na Litavce                                  |            | 1955    | 9100       |
| SK Sigma Olomouc     | Olomouc            | Andrův stadion                              |            | 1940    | 12.556     |
| SK Slavia Praag      | Vršovice, Praag    | Synot Tip Aréna                             |            | 2008    | 21.000     |
| 1. FC Slovácko       | Uherské Hradiště   | Městský fotbalový stadion Miroslava Valenty |            | 2003    | 8121       |
| FC Slovan Liberec    | Liberec            | Stadion u Nisy                              |            | 1934    | 9900       |
| AC Sparta Praag      | Bubeneč, Praag     | Generali Arena                              |            | 1917    | 20.854     |
| FK Teplice           | Teplice            | Stadion Na Stínadlech                       |            | 1973    | 18.221     |
| FC Viktoria Pilsen   | Pilsen             | Doosan Arena                                |            | 1955    | 11.700     |
| FC Vysočina Jihlava  | Jihlava            | Stadion v Jiráskově ulici                   |            | 1948    | 4025       |
| FC Zbrojovka Brno    | Brno               | Městský fotbalový stadion Srbská            |            | 1949    | 12.550     |
| 1. SC Znojmo1, 2     | Brno               | Městský fotbalový stadion Srbská            |            | 1949    | 12.550     |

1 Omdat het eigen stadion, Městský stadion v Horním parku van 1. SC Znojmo niet aan de eisen voldeed speelde de club haar thuiswedstrijden in Brno op het Městský fotbalový stadion Srbská van FC Zbrojovka Brno.

2 Eén wedstrijd, in de 30e speelronde, werd afgewerkt in het Stadion v Jiráskově ulici van FC Vysočina Jihlava.

## Eindstand
|     | Club                   | WG | W  | G  | V  | DV | DT | P  |                                            |
| --- | ---------------------- | -- | -- | -- | -- | -- | -- | -- | ------------------------------------------ |
| 1.  | AC Sparta Praag3       | 30 | 25 | 4  | 1  | 78 | 19 | 79 | 2e voorronde UEFA Champions League 2014/15 |
| 2.  | FC Viktoria Pilsen1, 4 | 30 | 19 | 9  | 2  | 64 | 21 | 66 | 3e voorronde UEFA Europa League 2014/15    |
| 3.  | FK Mladá Boleslav      | 30 | 14 | 8  | 8  | 54 | 38 | 50 | 2e voorronde UEFA Europa League 2014/15    |
| 4.  | FC Slovan Liberec      | 30 | 14 | 6  | 10 | 37 | 46 | 48 | 2e voorronde UEFA Europa League 2014/15    |
| 5.  | FK Teplice             | 30 | 13 | 7  | 10 | 51 | 35 | 46 |                                            |
| 6.  | 1. FC Slovácko         | 30 | 11 | 7  | 12 | 43 | 40 | 40 |                                            |
| 7.  | FK Dukla Praag         | 30 | 10 | 8  | 12 | 35 | 37 | 38 |                                            |
| 8.  | FC Vysočina Jihlava    | 30 | 10 | 7  | 13 | 45 | 50 | 37 |                                            |
| 9.  | FC Zbrojovka Brno      | 30 | 10 | 7  | 13 | 32 | 42 | 37 |                                            |
| 10. | FC Baník Ostrava       | 30 | 8  | 11 | 11 | 33 | 43 | 35 |                                            |
| 11. | FK Baumit Jablonec     | 30 | 9  | 7  | 14 | 43 | 53 | 34 |                                            |
| 12. | 1. FK Příbram          | 30 | 9  | 7  | 14 | 34 | 49 | 34 |                                            |
| 13. | SK Slavia Praag        | 30 | 8  | 6  | 16 | 24 | 51 | 30 |                                            |
| 14. | Bohemians Praag 19052  | 30 | 7  | 9  | 14 | 26 | 40 | 30 |                                            |
| 15. | SK Sigma Olomouc       | 30 | 7  | 8  | 15 | 42 | 60 | 29 | Degradatie naar de Fotbalová národní liga  |
| 16. | 1. SC Znojmo2          | 30 | 6  | 9  | 15 | 32 | 49 | 27 | Degradatie naar de Fotbalová národní liga  |

1 FC Viktoria Pilsen was in dit seizoen de titelverdediger. 

2 Bohemians Praag 1905 en 1. SC Znojmo waren in dit seizoen nieuwkomers, zij speelden in het voorgaande seizoen niet op het hoogste niveau van het Tsjechische voetbal.

3 AC Sparta Praag was de winnaar van de Pohár České pošty van dit seizoen.

4 FC Viktoria Pilsen kwalificeerde zich voor de 3e voorronde Europa League doordat het de verliezend finalist was van de Pohár České pošty en de winnaar zich al had geplaatst voor de voorronde Champions League.

## Statistieken

### Topscorers
18 doelpunten

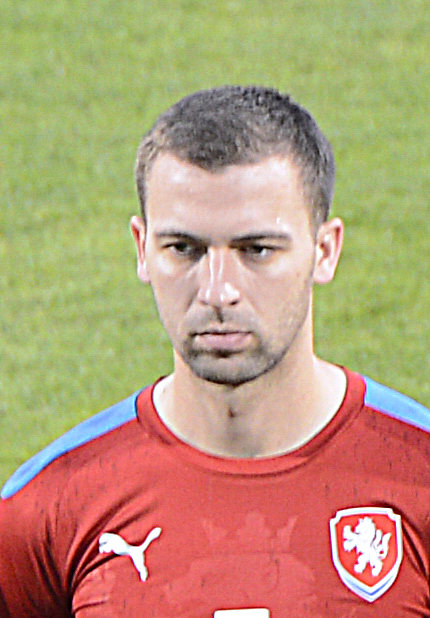
Josef Hušbauer

- Josef Hušbauer (AC Sparta Praag)

16 doelpunten
- David Lafata (AC Sparta Praag)
- Zbyněk Pospěch (FK Dukla Praag)

14 doelpunten
- Franci Litsingi (FK Teplice)

13 doelpunten
- Haris Harba (FC Vysočina Jihlava)

12 doelpunten
- Stanislav Tecl (FC Viktoria Pilsen)
- Jasmin Šćuk (FK Mladá Boleslav)

10 doelpunten
- Milan Kerbr (1. FC Slovácko)
- Václav Vašíček (1. SC Znojmo)
- Ajdin Mahmutović (FK Teplice)

### Assists
19 assists
- Bořek Dočkal (AC Sparta Praag)

12 assists
- David Jarolím (FK Mladá Boleslav)

11 assists
- Lukáš Vaculík (FC Vysočina Jihlava)

9 assists
- Pavel Kadeřábek (AC Sparta Praag)

8 assists
- Marek Jungr (FC Vysočina Jihlava)
- Jan Krob (FK Teplice)
- Josef Hušbauer (AC Sparta Praag)
- Milan Nitrianský (SK Slavia Praag)

7 assists
- Pavel Zavadil (FC Zbrojovka Brno)

6 assists
- Pavel Horváth (FC Viktoria Pilsen)
- Milan Petržela (FC Viktoria Pilsen)
- Jan Navrátil (SK Sigma Olomouc)
- Davor Kukec (FC Baník Ostrava)
- Martin Frýdek (FC Slovan Liberec)
- Franci Litsingi (FK Teplice)
- Alves F. Santos Nivaldo (FK Teplice)